# 沖浜 (徳島市)
沖浜（おきのはま）は、徳島県徳島市の町名。八万地区に属している。沖浜一丁目から沖浜三丁目が存在する。郵便番号は〒770-8052。
- 人口：380人（2009年12月。徳島市の調査より）
- 世帯数：183世帯（同上）

## 地理
徳島市の東部に位置し、元は沖浜町の一部で昭和59年の八万東部地区土地区画整理事業によって整備された地域である。国道55号西沿いに位置し、国道沿いには各種大型小売店が並ぶ。

### 河川
- 御座船入江川

## 歴史
沖浜は、元は南浜・北浜・沖浜の3ヵ村から成り、後に南浜浦・北浜浦・沖浜浦とも称されたという。地名の由来は、当地が古くは海浜であったという記録（名東郡村誌）で、地形に因むものと思われる。

## 施設
- 徳島中央警察署沖浜交番
- 沖浜シーズ保育園
- ジョイメイト

## 交通

### 道路
一般国道
- 国道55号

### バス
徳島バス
- 文理大西口
- 沖須賀橋